# گونارس
گونارس (به ایتالیایی: Gonars) یک کومونه در ایتالیا است که در استان اودینه واقع شده‌است. گونارس ۱۹٫۹ کیلومتر مربع مساحت و ۴٬۷۹۰ نفر جمعیت دارد و ۲۱ متر بالاتر از سطح دریا واقع شده‌است.